# Фалешты
Фале́шты (также Фэлешть; рум. Făleşti) — город в Молдавии, центр Фалештского района. В состав города входит село Сахарный Завод.

## География
Находится на расстоянии в 127 км к северо-западу от Кишинёва. Есть железнодорожная станция.

## Население

### Этнический состав
Этнический состав Фалешт по данным переписи 2014 года:
| Этнос         | Количество | Процент |
| ------------- | ---------- | ------- |
| молдаване     | 9667       | 80.06 % |
| украинцы      | 1588       | 13.15 % |
| русские       | 645        | 5.34 %  |
| цыгане        | 36         | 0.29 %  |
| болгары       | 14         | 0.11 %  |
| гагаузы       | 8          | 0.06 %  |
| другие народы | 59         | 0.48 %  |
| неизвестно    | 57         | 0.47 %  |
| Всего         | 12.074     | 100 %   |

### Языковой состав
Языковой состав Фалешт по данным переписи 2014 года:
| Язык         | Количество | Процент |
| ------------ | ---------- | ------- |
| румынский    | 8990       | 74.45 % |
| русский      | 2666       | 22.19 % |
| украинский   | 255        | 2.11 %  |
| цыганский    | 17         | 0.14 %  |
| гагаузский   | 1          | 0.008 % |
| другие языки | 10         | 0.08 %  |
| билингвы     | 135        | 1.11 %  |
| Всего        | 12.074     | 100 %   |

## История
Первые упоминания о Фалештах относятся к 1429 году, когда молдавский господарь Александр I Добрый даёт одному из бояр право управления рядом сёл, среди которых и Фалешты. По одной из версий, название села происходит от слова «Fală», что в румынском языке означает «слава».
Следующее упоминание о Фалештах относится к 1670—1680 годам, когда из-за принадлежности села судились расположенный неподалёку монастырь и местный воевода Иордаке Балш, потомки которого владели селом в течение нескольких поколений. В записях от 1795 года описывается каменная церковь, расположенная в Фалештах и носившая имя Святого Николая. До сих пор день города Фалешт отмечается 22 мая во время церковного праздника Никола Вешний.
После присоединения Бессарабии к Российской империи образована Бессарабская область. Фалешты становятся административным центром Ясского уезда до 1818 года.
Фалешты переходят от семьи Балш к новым хозяевам. Здесь открывается российский таможенный пост. В 1842 году в городке открывается первая церковно-приходская школа, в 1871 году — небольшая больница.
Административный центр Фалештской волости Белецкого уезда Бессарабской губернии.
После крестьянской реформы отмечается непропорциональное распределение земель, характерное для многих областей Российской империи того времени. Так по документам, местному помещику Никополю принадлежало 3284 десятины земли, в то время как всем остальным жителям — 580 десятин. В это время в городке появляются первые крестьянские хозяйства, Фалешты являются центром одноимённой волости. В 1902 году в Фалештах было 803 дома, одна церковь, три синагоги и две школы. Население составляло 3993 человека, из которых 870 были евреями, перебравшимися из Галиции. В 1930 году численность еврейского населения составляла 51 %.
В 1918—1940 годах Фалешты вместе со всей территорией Бессарабии находилась в составе Румынии. В это время Фалешты являются центром одноимённой пласы в составе Бельцкого жудеца. 30 июня 1940 года территория Бессарабии была передана Румынией Советскому союзу и на части этой территории, а также части территории Молдавской АССР была образована Молдавская Советская Социалистическая Республика в составе Союза Советских Социалистических Республик. Фалешты становятся городом и административным центром Фалештского района. В результате июньской депортации 1941 года из города были высланы бывшие работники румынской администрации, зажиточные жители, священнослужители и «ненадежные элементы». Целью ссылки стали Казахская ССР, Коми АССР, Красноярский край, Омская и Новосибирскую области. Выселение происходило в рамках кампании советских властей, официально именовавшейся «очисткой» от «антисоветского, уголовного и социально опасного элемента» и членов их семей.
26 июня 1941 года во время Великой Отечественной войны город оставляет Красная Армия. Территория Бессарабии, Северной Буковины, Буджака и междуречья Южного Буга и Днестра входят в состав Королевства Румыния. Фалешты становятся отдельной административной единицей Город Фалешты в составе Бельцкого жудеца.
После образования на территории левобережной Молдавии Губернаторства Транснистрия, румынские власти провели депортацию цыганского и еврейского населения за Днестр. Большая часть фалештских евреев, составлявших существенную часть населения города (по разным данным от 20 до 25 %), подверглись депортации. Евреев собирали в конвои под контролем румынских солдат и пешим ходом отправляли в Транснистрию по заранее намеченным маршрутам. Через каждые 10 километров было вырыто по яме приблизительно на 100 человек каждая. Те евреи, которые не могли идти, подлежали расстрелу. Тела погибших сбрасывали в эти ямы.
Фалешты были освобождены от румынской оккупации в результате Яссо-Кишинёвской операции 26 августа 1944 года.
После окончательного установления советской власти Фалешты вновь становятся районным центром. Начинаются радикальные изменения в экономике города, открывается машинный, сахарный, винодельческий, консервный заводы, хлебокомбинат.
В социальной сфере начинают работать 4 общеобразовательные школы (включая школу-интернат), профессиональное училище, художественная и спортивная школы, 7 детских садов. В это время в городе появляются два дома культуры, кинотеатр и три библиотеки. В медицинской сфере работает одна больница с 520 местами, поликлиника, два медицинских пункта и 3 аптеки. В торговой сфере действует один универмаг, магазины хозяйственных и пищевых продуктов, рынок. В городе работали гостиница, ресторан и кафе.
На волне подъёма националистических настроений в 1989—1992 годах в центре города на стене рынка несколько раз появлялась надпись «Чемодан. Вокзал. Россия» с явным антирусским оттенком. Однако острых межнациональных конфликтов в городе не происходило.
После обретения Молдавией независимости город остается центром одноимённого района. В результате проведённой административной реформы 1999 года город становится частью Бельцкого уезда. Однако в 2002 году было восстановлено старое административное устройство и город вновь стал районным центром.

## Герб
Герб, принятый в 1936 году, выглядит следующим образом: «В серебряном поле на зеленых волнах чёрная утка, а по краям два черных стебля. Щит увенчан серебряной городской короной с 3 башнями».